# Acraea humilis
Acraea humilis är en fjärilsart som beskrevs av Henri Schouteden 1918. Acraea humilis ingår i släktet Acraea och familjen praktfjärilar. Inga underarter finns listade i Catalogue of Life.